# Scincella capitanea
Scincella capitanea là một loài thằn lằn trong họ Scincidae. Loài này được Ouboter mô tả khoa học đầu tiên năm 1986.